# Weißes Bilsenkraut
Das Weiße Bilsenkraut (Hyoscyamus albus) ist eine Pflanzenart aus der Familie der Nachtschattengewächse (Solanaceae). 

## Merkmale

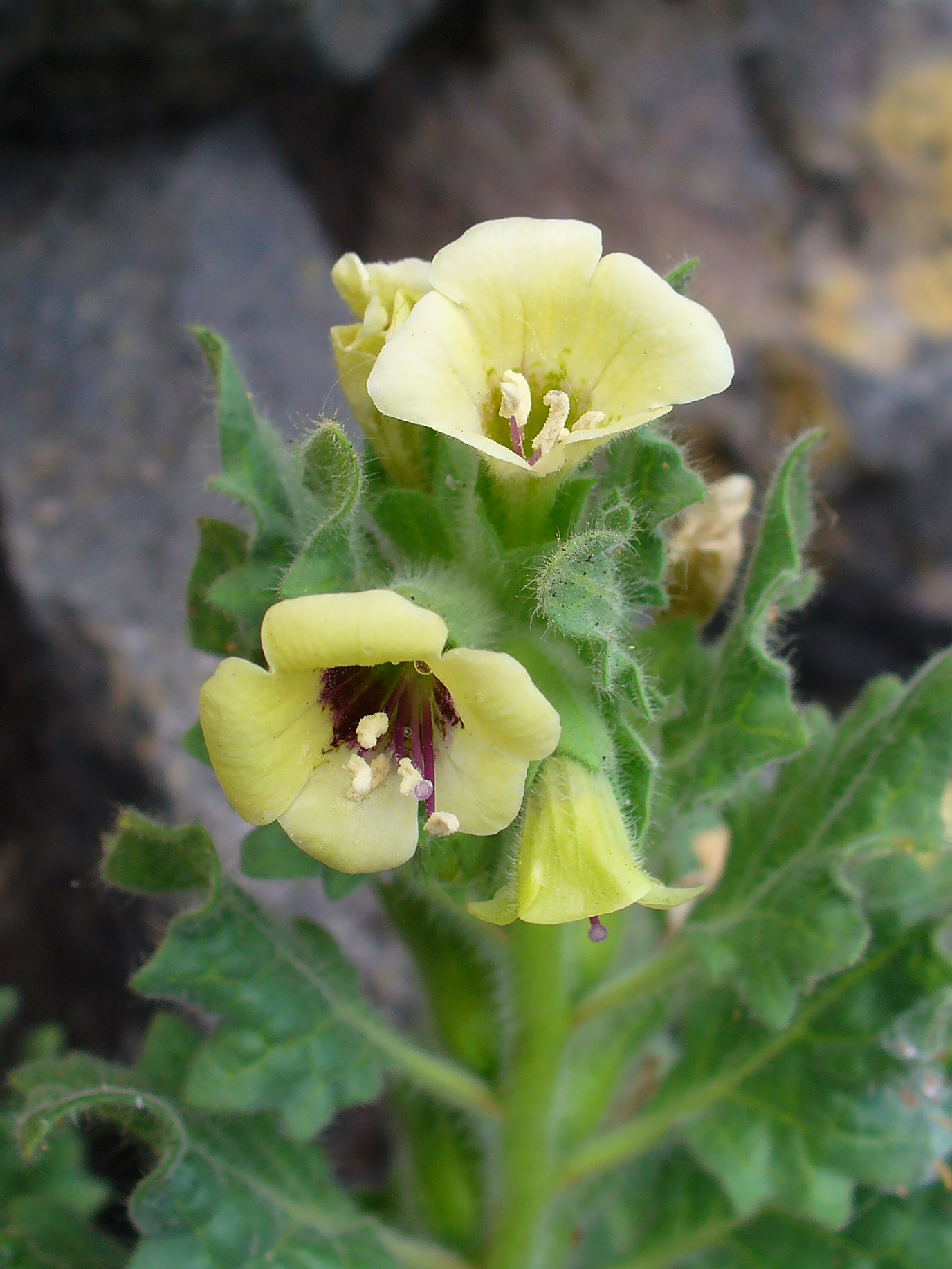
Blüten

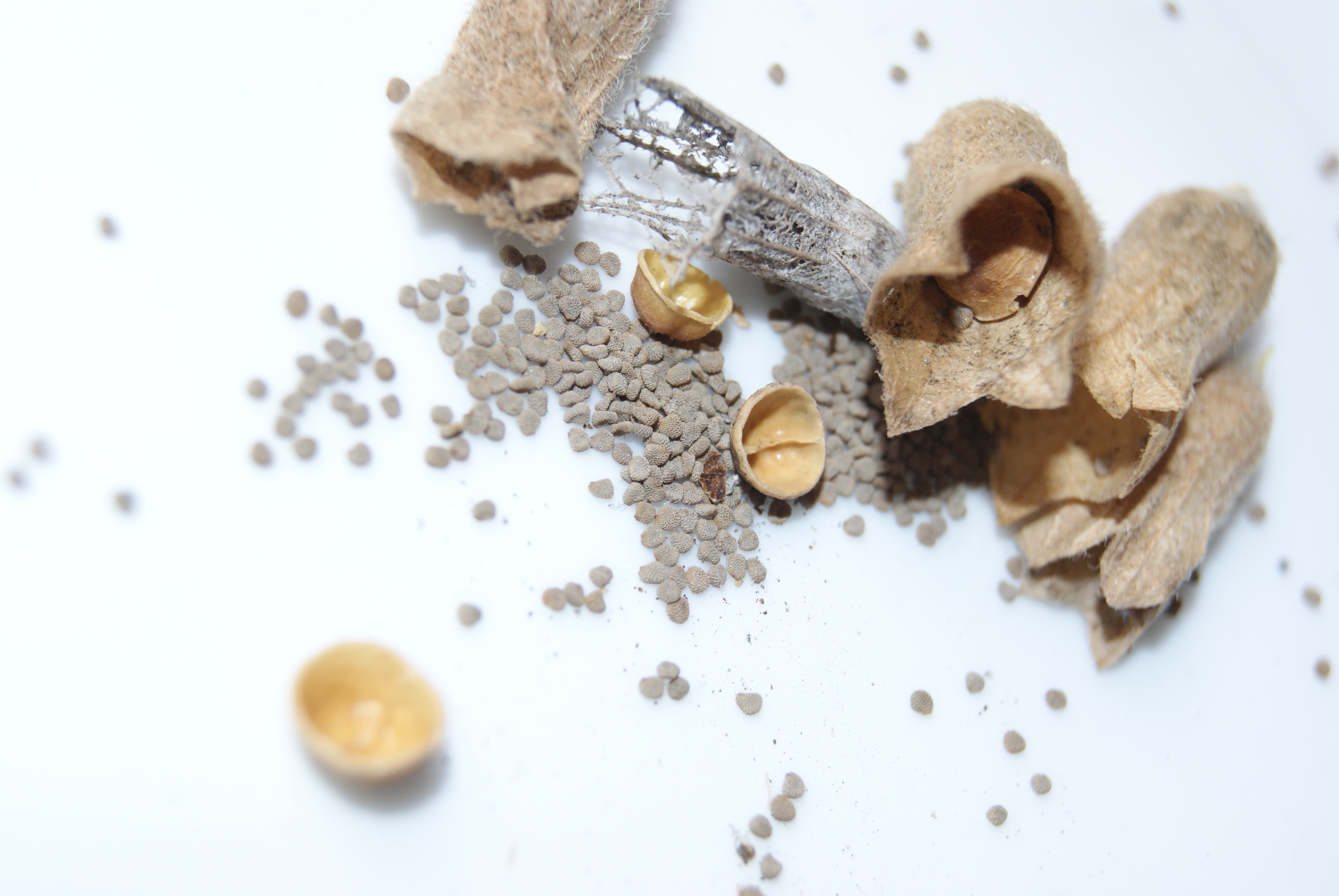
Früchte und Samen

Das Weiße Bilsenkraut ist eine einjährige, zweijährige oder mehrjährige Pflanze, die Wuchshöhen von 20 bis 90 Zentimeter erreicht. Sie ist dicht drüsig behaart, klebrig und verströmt einen unangenehmen Geruch. Der Stängel ist aufrecht und schlank. Die einfachen, dicht weich drüsenhaarigen Laubblätter sind wechselständig, länger oder kürzer gestielt, rundspitzig bis spitz oder stumpf, eiförmig bis rundlich, 4 bis 10 Zentimeter lang und stumpf bis spitz, teils buchtig, gezähnt bis gelappt. 
Die zwittrigen und fünfzähligen Blüten mit doppelter Blütenhülle sind sitzend oder kurz gestielt und in dichten, einseitswendigen Blütenständen mit laubigen Tragblättern angeordnet. Diese sind gestielt, rundspitzig und eiförmig bis verkehrt-eiförmig oder spatelförmig sowie ganzrandig bis grob, teils entfernt, gezähnt oder gebuchtet bis geschweift. Der Kelch ist glockig, fünfzähnig und weich, zottig drüsig behaart, während der Fruchtzeit ist er vergrößert und bauchig. Die Krone ist trichterförmig und hat eine Breite von bis zu 3 Zentimeter. Es sind 5 stumpfe bis abgerundete, kurze Lappen vorhanden. Die Krone ist gelblichweiß gefärbt, im Schlund grün oder braunviolett. Es sind 5 Staubblätter vorhanden, die nur gering herausragen. Der zweikammerige Fruchtknoten ist oberständig mit einem langen Griffel.
Blütezeit ist von Mai bis August, zum Teil auch ganzjährig. Es werden vielsamige Kapselfrüchte (Deckelkapsel, Pyxidium) im beständigen Kelch gebildet. Die kleinen, grauen Samen sind feingrubig und etwa 1,5 Millimeter groß.
Die Chromosomenzahl beträgt 2n = 68, seltener 34.

## Vorkommen
Das Weiße Bilsenkraut kommt vom Mittelmeergebiet bis zum südlichen Russland auf Schuttplätzen, Mauern und Ruinen vor. Das Verbreitungsgebiet umfasst Makaronesien, Nordafrika, Südeuropa, die Ukraine, Westasien und die Arabische Halbinsel. Auf den Azoren ist die Art ein Neophyt.